# Minoksidil
Minoksidil je vazodilatator. ima svojstva aktivatora kalijskih kanala, a prema kardiovaskularnim učincima donekle je sličan hidralazinu. Osnovna je razlika u tome što minoksidil djeluje znatno duže.

## Djelovanje
To je snažan dilatator arteriola koji snižava i sistolički i dijastolički krvni tlak. Minoksidil u prvom redu djeluje na povišeni krvni tlak, dok mu je hipotenzivni učinak u zdravih osoba manje izražen. Mehanizam tih razlika nije poznat. Koristi se u dnevnoj dozi od 20 mg. Nakon uzimanja maksimalni učinak se postiže nakon 2 do 3 sata i traje dugo, 1 do 3 dana. Praktično ne postoje bolesnici u kojih minoksidil ne bi uzrokovao pad krvnog tlaka. 

## Nuspojave
No, minoksidil jednako tako gotovo u svih bolesnika uzrokuje nuspojave, pa ga velik broj pacijenata jednostavno ne može ili ne želi uzimati. Najčešća nuspojava jest zadržavanje vode i hipertrihoza. Zadržavanje vode može biti vrelo jako, pa se moraju uzimati jaki diuretici kao što je furosemid. Također, javljaju se palpitacije i tahikardija, stoga se kao niti hidralazin, i minoksidil ne smije davati sam. 
Druga nuspojava koja se nakon nekoliko tjedana pojavljuje u gotovo svih pacijenata jest neugodna hipertrihoza, tj. pojačan rast dlaka na inače obraslim ili neobraslim dijelovima tijela. Smatra se da do toga dolazi zbog pojačane cirkulacije u koži. Zbog toga se pripravci minoksidila rabe za liječenje i korekciju alopecije, ali zbog nekritičke i pretjerane uporabe ovakvih pripravaka zabilježeno je dosta kardioloških nuspojava. 